# Presidente do Cosovo

Selo presidencial.

Presidente do Kosovo (Albanês: Presidenti i Kosovës, Sérvio: Председник Косова, romanizado: Predsednik Kosova), oficialmente denominado presidente da República do Kosovo, é o chefe de Estado e representante-chefe da República do Kosovo no país e no exterior.
O Presidente é eleito indiretamente, pela Assembleia do Kosovo, em votação secreta por uma maioria de dois terços dos deputados em funções. Se nenhum candidato conseguir uma maioria de dois terços, na terceira votação o candidato que recebe maioria simples é eleito.
A votação na Assembleia deve ocorrer no máximo um mês antes do fim do mandato do presidente em exercício. Ele ou ela serve para um mandato de cinco anos, renovável uma vez.

## Lista de presidentes do Kosovo (1992-Presente)

### República de Kosova
| Nº | Nome (Nascimento-Morte)    | Retrato | Eleito | Mandato               | Mandato                | Partido          |
| -- | -------------------------- | ------- | ------ | --------------------- | ---------------------- | ---------------- |
| 1  | Ibrahim Rugova (1944-2006) |         | —      | 25 de janeiro de 1992 | 1 de fevereiro de 2000 | Liga Democrática |

### Kosovo administrado pela ONU
| Nº | Nome (Nascimento-Morte)    | Retrato | Eleito    | Mandato                 | Mandato                 | Partido          |
| -- | -------------------------- | ------- | --------- | ----------------------- | ----------------------- | ---------------- |
| 1  | Ibrahim Rugova (1944-2006) |         | 2002      | 4 de março de 2002      | 21 de janeiro de 2006   | Liga Democrática |
| 2  | Fatmir Sejdiu (1951–)      |         | 2006 2008 | 10 de fevereiro de 2006 | 17 de fevereiro de 2008 | Liga Democrática |

### República do Kosovo
| Nº | Nome (Nascimento-Morte)                   | Retrato | Mandato                 | Mandato                 | Partido                       | Eleito |
| Nº | Nome (Nascimento-Morte)                   | Retrato | Início                  | Fim                     | Partido                       | Eleito |
| -- | ----------------------------------------- | ------- | ----------------------- | ----------------------- | ----------------------------- | ------ |
| 1  | Fatmir Sejdiu (nascido em 1951)           |         | 17 de fevereiro de 2008 | 27 de setembro de 2010  | Liga Democrática do Kosovo    |        |
| –  | Jakup Krasniqi (nascido em 1951) Interino |         | 27 de setembro de 2010  | 22 de fevereiro de 2011 | Partido Democrático do Kosovo |        |
| 2  | Behgjet Pacolli (nascido em 1951)         |         | 22 de fevereiro de 2011 | 4 de abril de 2011      | Nova Aliança no Kosovo        | 2011   |
| –  | Jakup Krasniqi (nascido em 1951) Interino |         | 4 de abril de 2011      | 7 de abril de 2011      | Partido Democrático do Kosovo | 2011   |
| 3  | Atifete Jahjaga (nascida em 1975)         |         | 7 de abril de 2011      | 7 de abril de 2016      | Independente                  | 2011   |
| 4  | Hashim Thaçi (nascido em 1968)            |         | 7 de abril de 2016      | 5 de novembro de 2020   | Partido Democrático do Kosovo | 2016   |
| –  | Vjosa Osmani (nascida em 1982) Interina   |         | 5 de novembro de 2020   | 22 de março de 2021     | Guxo                          | 2016   |
| –  | Glauk Konjufca (nascido em 1981) Interino |         | 22 de março de 2021     | 4 de abril de 2021      | Vetëvendosje                  | 2016   |
| 5  | Vjosa Osmani (nascida em 1982)            |         | 4 de abril de 2021      | Presente                | Guxo                          | 2021   |